# Tetramorium osiris
Tetramorium osiris är en myrart som först beskrevs av Bolton 1976.  Tetramorium osiris ingår i släktet Tetramorium och familjen myror. Inga underarter finns listade i Catalogue of Life.